# Kirche Hl. Nikolaus (Kavala)

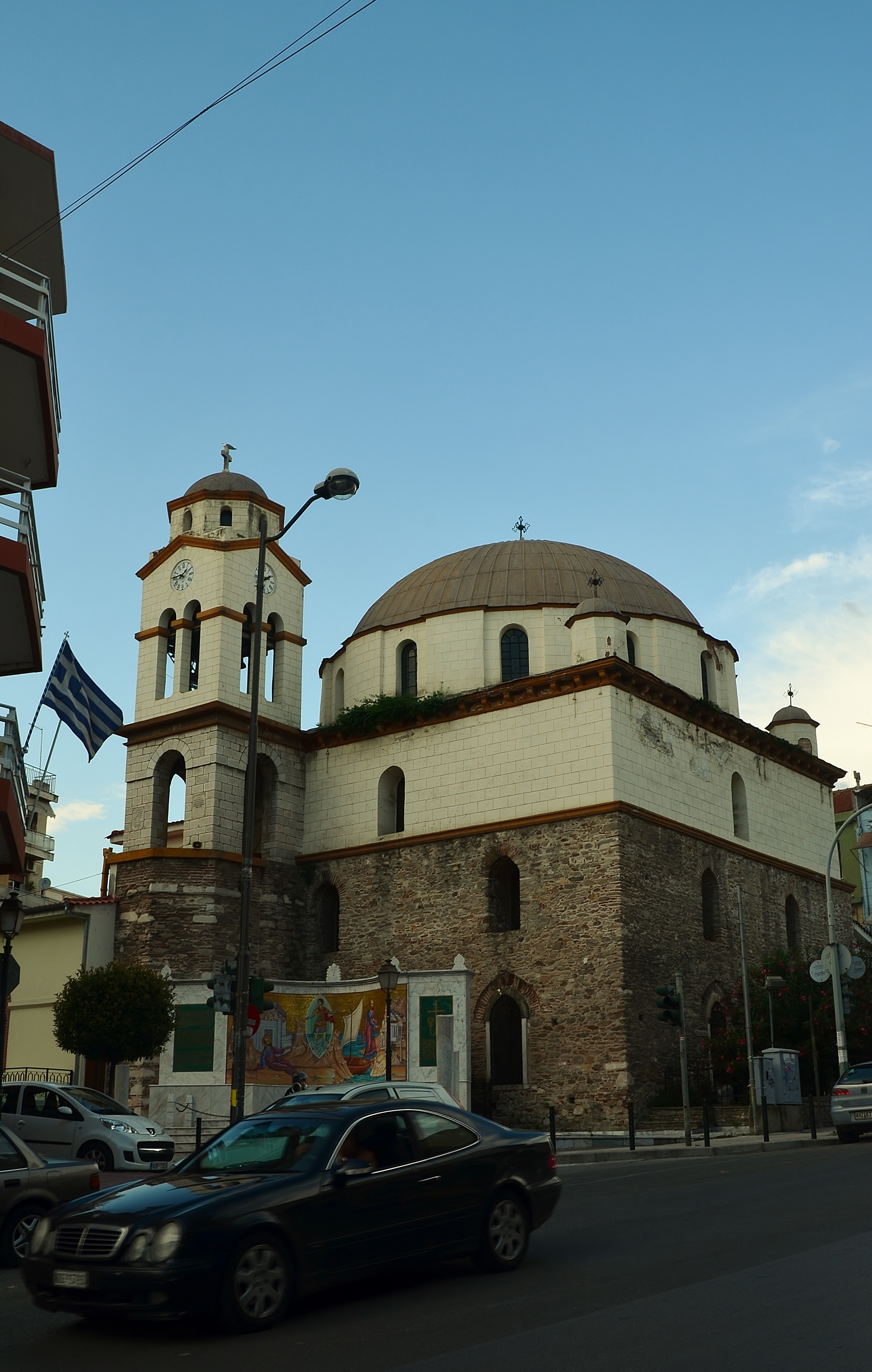
Nikolauskirche

Die Heilige-Nikolaus-Kirche (griechisch Ναός Αγίου Νικολάου Καβάλας) ist eine Kirche der Eparchie Philippos, Neapolis und Thasos des Ökumenischen Patriarchats von Konstantinopel in der Stadt Kavala in Griechenland. Sie ist dem Heiligen Nikolaus gewidmet.

Es wird angenommen, dass der Apostel Paulus diese Stelle betreten hat. Der heutige Bau wurde im Jahre 1530 als Moschee an der Stelle einer christlichen Basilika, die vermutlich dem Heiligen Lazarus gewidmet worden war, errichtet. Die Moschee trug den Namen Ibrahim-Pascha-Moschee, nach dem Großwesir Pargali Damat Ibrahim Pascha. Sie war als Zentralmoschee der Altstadt von einem Komplex mit einer Karawanserei, einer Medrese und Geschäften umgeben. Auf dem zur Qibla gerichteten Eingang stand folgende Inschrift auf Arabisch: 

„Kad emere bina-i hazel cami’ü’ş-şerîf İbrahim Paşa
Vezirü’l-a’zam li’l-Hakani’l-muazzam es-sultan
Süleyman bin es-sultan Selim bin es-sultan Bayezid Han
Halledallahü mülkehü ve ebbede saltanatahu ila yevmüddin.
Etemme imaretehu asıfü’l-İslâm ve naşrul Abidîn
Kale el-müverrih fi tarihihi Camiü’l-ebrar darü’s-salihin.“

Nach der Befreiung Nordgriechenlands und dem Wegzug der moslemischen Bevölkerung wurde die Moschee aufgegeben. Von 1926 bis 1927 wurde sie in eine Kirche umgewandelt und 1945 geweiht. Der Mihrab und der Minbar wurden entfernt und auf dem Sockel des Minaretts ein Glockenturm errichtet. 2000 wurde ein Paulusdenkmal hinzugebaut.